# Stryk (Adelsgeschlecht)

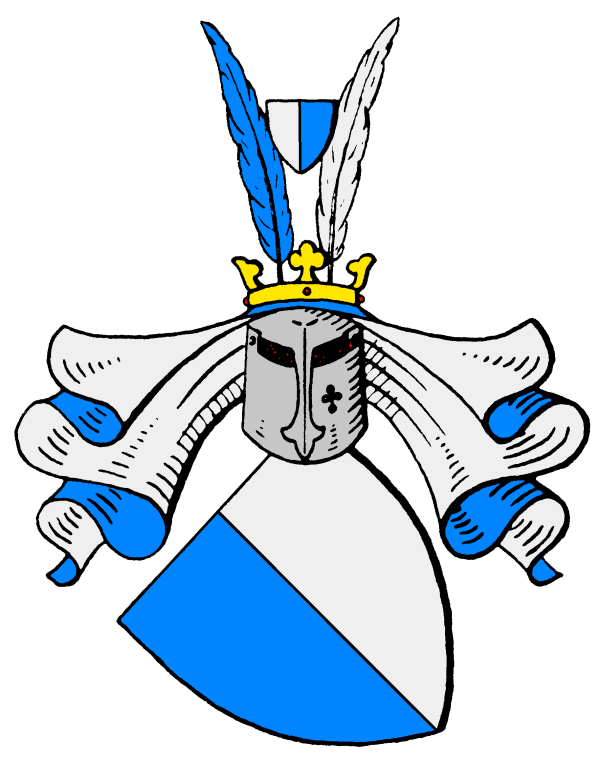
Stammwappen derer von Stryk

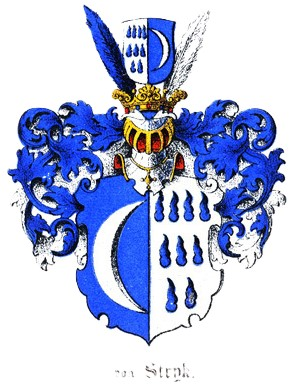
Wappen derer von Stryk seit 1700

Stryk ist der Name eines baltischen Uradelsgeschlechts, das eines Stammes mit den westfälischen Vogt von Elspe ist. Zweige der Familie bestehen bis heute fort.

## Geschichte
Das Geschlecht erscheint mit Hinricus advocatus de Elsepe 1276–1300 erstmals urkundlich. Die Annahme des Zunamens Stryk, historisch auch Striek oder Streich, seit etwa 1400 wird als kognatischer Zusammenhang mit den westfälischen Stric oder Stryk gedeutet, die mit den Brüdern Johannes Conradus et Rotscherus dicti Stric 1249 zuerst erscheinen. Die gesicherte Stammreihe der Stryk beginnt mit Wilhelm Voget, anders genannt Striek († nach 1461), der 1425 in einem Fehdebrief des Grafen Adolf von Berg genannt wurde.
Heinrich Stryk († nach 1578), Urenkel des obigen Wyllm Voget, trat in den Dienst des Deutschen Ordens, wurde Hauptmann von Narwa und Briefmarschall des Ordens. Im Zuge der Säkularisation des Ordens im Baltikum, wurde er von Nicolaus Radziwill, dem Woiwoden von Wilna im Jahre 1562 mit 35 Bauernhöfen bei Helmet und der Starostei Trikaten belehnt. Aus diesem Besitz bildete sich später der Familienstammsitz Morsel-Podrigel. Er war mit Elisabeth Tepel a.d.H. Wittkop von einem benachbarten Rittergut ebenfalls im Kirchspiel Trikaten gelegen vermählt, die zu einer Stammmutter aller nachfolgenden Generationen wurde.
Einzig sein Sohn Gotthard von Stryk († nach 1597), Erbherr auf Morsel und Ritterschaftshauptmann setzte den Stamm fort. Sein älterer Sohn Heinrich von Stryk († 1654) verblieb in Livland auf dem väterlichen Besitz, den er durch Heirat um Ottenküll in Wierland mehrte. Der jüngere Sohn Johann von Stryk († 1653) begab sich nach Schweden, wurde Oberst des Helfinschen Regiments, Landeshauptmann über Jämtland, Medelpad und Ångermanland sowie Erbherr auf Skogs-Ekeby und Norby. Er vermählte sich mit Britta Skytte af Sätra und erhielt 1631 die Introduzierung bei der Adelsklasse auf dem schwedischen Ritterhaus (Nr. 177). Seine Familie trat in Schweden unter der Namensform Strijk auf, erlosch jedoch bereits in der 3. Generation mit Gotthard Strijk († 1733), welcher Oberst des Westmannlandischen Regiments war und unvermählt blieb.
Unter den Brüdern und Urenkeln des obigen Heinrich von Stryk († 1654), Hans Heinrich von Stryk († 1726), Erbherr auf Morsel, schwedischer Land- und Justizrat in Livland und Johann Andreas von Stryk (* 1689; † 1740), Erbherr auf Palla, schwedischer Rittmeister und Ordnungsrichter in Livland, teilte sich die Familie in die beiden Hauptlinien, Morsel und Palla.
1745 wurde das Geschlecht bei der Livländischen Ritterschaft immatrikuliert (Nr. 52).
Eduard Theodor von Stryk (* 1834; † 1900), Erbherr auf Eichenhain immatrikulierte sich am 15. Januar 1881 bei der Estländischen Ritterschaft.
Bereits im Jahre 1827 wurde ein Familienverband gegründet, der 1986 bestätigt wurde.

## Besitz
- in Estland:

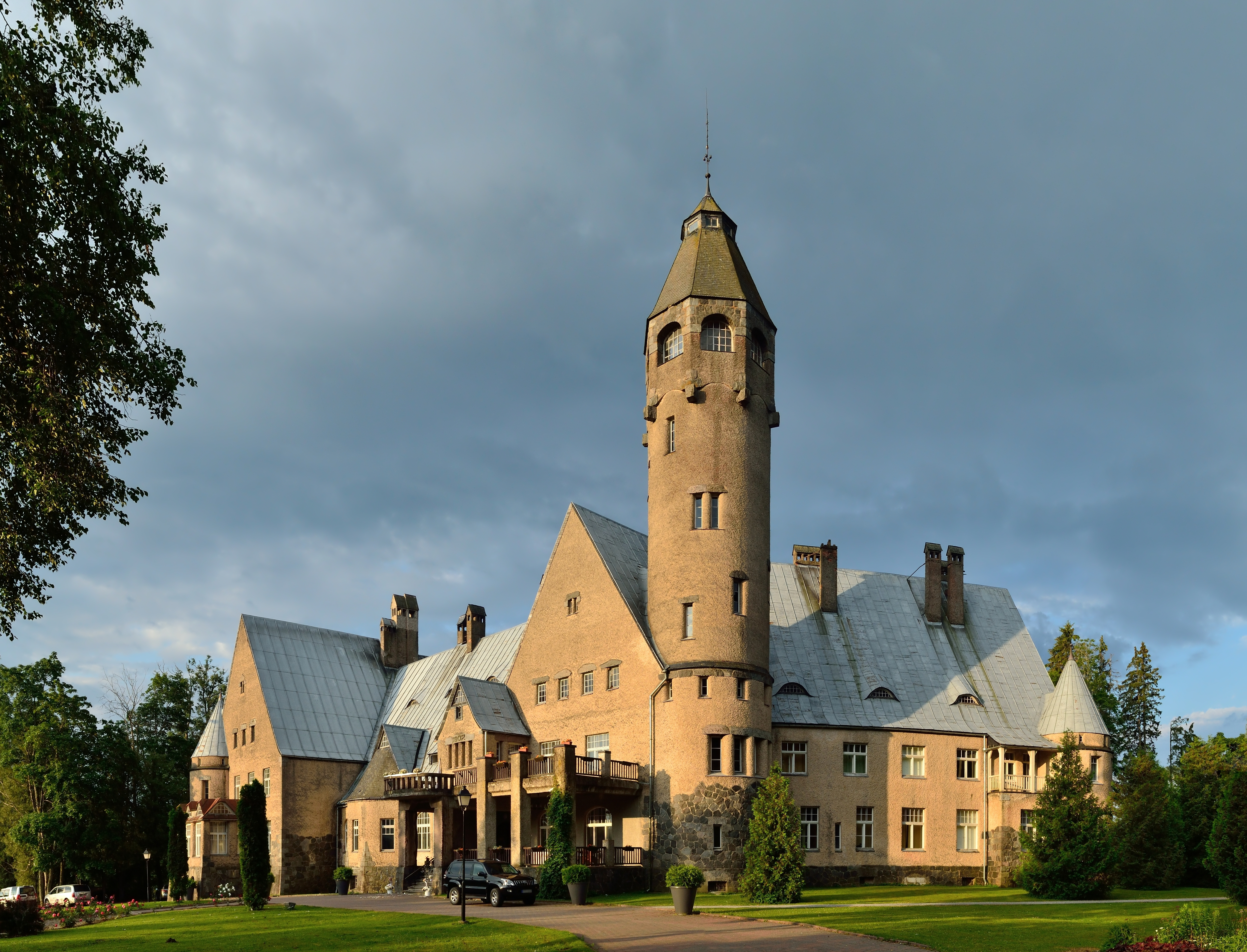
Schloss Wagenküll (Estnisch Taagepera)

  - Ottenküll, Sall, Annigfer, Kau und Habbat
- in Livland:
  - im estnischen Distrikt: Abenkat mit Althof, Alt Bockenhof, Karlsberg, Kerimois, Brinkenhof, Ropenhof, Perst, Kioma, Heiligensee und Kibbijerw
  - im lettischen Distrikt: Strykenhof und Ringmundshof mit Strykenhof

Zum Zeitpunkt der durch estnisches Gesetz vom 10. Oktober 1919 eingeleiteten Enteignung besaßen die Stryk in Livland 24 Rittergüter, die eine Fläche von ca. 80.000 ha einnahmen. Zu den eingezogenen Gütern gehörten: Morsel, Palla, Arras, Wagenküll, Groß Köppo, Tignitz mit Kersel, Pollenhof, Woidoma, Wetzlershof mit Hawa, Moiseküll mit Kirbelshof, Luhde Großhof, Owerlack, Korküll, Assuma, Fölk, Haynasch, Hohensee, Helmet, Felix, Lehowa, 1/2 Meeks und Alt Nursie.

## Wappen
- Das Stammwappen ist von Blau und Silber gespalten. Auf dem Helm mit blau-silbernen Decken der Wappenschild mit verwechselten Farben (Wappen derer von Elspe) zwischen rechts blauer und links silberner Feder.
- Das seit etwa 1700 geführte Wappen ist von Blau und Silber gespalten, rechts ein linksgekehrter silberner Halbmond, links 9 (4, 3, 2) blaue Tropfen (seit etwa 1625). Auf dem gekrönten Helm mit blau-silbernen Decken der Wappenschild mit verwechselten Feldern zwischen 2 blau-silbernen Federn.

## Angehörige
- Johann von Stryk († 1653), schwedischer Landeshauptmann
- Gotthard von Stryk († 1692), schwedischer Landeshauptmann
- Friedrich von Stryk (* 1643; † 1719), Jurist, Regierungs- und Konsistorialrat
- Heinrich Christian Stryk (* 1673; † 1732), Gottorpischer Hofkanzler
- Leonard Friedrich von Stryk (* 1763; † 1808), russischer Generalmajor, sollte als Brigadegeneral in der Schlacht von Dürnstein mit 5 Bataillonen bis Egelsee marschieren und von dort den Franzosen in die Flanke zu fallen.
- Wilhelm Johann von Stryk (* 1793; † 1876), russischer Generalmajor
- Georg Constantin von Stryk (* 1797; † 1886), Gründer der Schule in Morsel-Podrigel
- Leonhard von Stryk (* 1834; † 1882), Historiker und Autor
- Heinrich Eduard von Stryk (* 1873; † 1938), Landmarschall der livländischen Ritterschaft. Im lettischen Unabhängigkeitskrieg sollte er zum „Baltischen Heermeister“ ausgerufen werden. Doch dieses Vorhaben hinter dem Rücken der lettischen Regierung kam nicht zur Ausführung, da die dazu vorbereitete Proklamation am 19. Februar 1919 vorzeitig bekannt geworden war.[3]
- Karin von Stryk (* 1942), deutsche Universitätsprofessorin, Juristin und Rechtshistorikerin
- Arend von Stryk (* 1970), namibischer Footballspieler